# Глостер Сити
«Гло́стер Си́ти» (англ. Gloucester City Association Football Club) — английский футбольный клуб из города Глостер, графство Глостершир, Юго-Западная Англия. Образован в 1883 году. Домашние матчи проводит на стадионе «Медоу Парк».
В настоящее время выступает в Северной Национальной лиге, шестом по значимости дивизионе в системе футбольных лиг Англии.

## Стадион
За свою историю клуб играл на многих стадионах, как в Глостере так и в Глостершире.
В конце 1800-х клуб играл на «Будингс Филд» около центра Глостера в течение 16 сезонов, позже клуб переехал на стадион «Авеню Роуд» в городе Таффли в 15 километрах от Глостера, где провел 6 сезонов. В это время клуб также играл в Совместной Земле на Индия-Роуд.
В 1910 Глостер YMCA играл на «Лифони Граунд» в Хемстеде, который принадлежал «Медоу Парку». Во время этого периода клуб многократно играл на стадионе принадлежащем Глостер R.F.C. и «Кингшолме».
В 1928 клуб переезжал на «Сингроув Парк», который являлся стадионом средней школы Рибстона. В следующий раз они переехали в 1934 на «Бонч Марч Граунд» в Эсткур-Роуд на котором сыграли 2 сезона.
В 1935 клуб переехал на «Лонглеванс Стэдиум», где провели следующие 26 сезонов. Так же на этом стадионе был установлен рекорд посещений в игре с Тоттенхемом Хотспуром, который посетили 10500 зрителей.
В 1964 клуб вновь переезжает, на это раз на большой стадион «Хордтон Роуд», похожий на огромный шар и возможно, был более чем на 35 000 зрителей. Клуб остался на нём до 1986, когда переехал в Хемстед на «Мидоув Парк». У стадиона была суммарная вместимость в 4 500 зрителей с 560-местным стендом. После наводнений летом 2007 года, «Мидоув Парк» был почти на 8 футов под водой. Так как до этого стадион затоплялся ещё 2 раза менее чем за 10 лет страховки попросту не хватило и в сочетании с тем, что произошло загрязнение сточных вод около стадиона у клуба не было никакого другого выбора, кроме как оставить это стадион и переехать на другой.

### Переезд из Глостера
Во время переезда клуба из Глостера клуб играл на стадионе Нью Лайн принадлежащем Форест Грин Роверс в городе Нэйлсвордс в течение одного сезона. Следующие 2 сезона домашним стадионом стал «Кориниум Стэдион» вместимостью в 4500 людей и принадлежащий «Сайренчестер Таун».
Попытки клуба вернуться назад в Глостер не увенчались успехом. Возможность выступать на стадионе клуба местной лиги из пригорода Глостера всего лишь в 4 милях от города, была отклонена в ноябре 2007 года: клубом, которому принадлежал стадион и местной администрацией.
Так же желание выступать на местном стадионе регбийной команды Глостера было отклонено владельцем регбийной команды миллионером Томом Вокинсоном. И возможность строительства общего стадиона между командами не нашла продолжения из-за различных задач стадиона.
Другим вариантом переезда был стадион в Блэкбридже в 3 милях от города, но эта возможность быстро отпала из-за слабо развитой инфраструктуры вокруг стадиона и начавшихся актов вандализма.
Последним вариантом переезда был новый стадион в городе Страуд находящийся в совладении между футбольной и регбийной командами города. Но регбийный клуб в последний момент отклонил предложение.
После двух отличных сезонов на «Кориниум Стэдион» во время которых клуб достиг наибольшего результата во время выступления в Северной Конференции, в Собрании Общин в ноябре 2008 года Пармджит Дхэнд поднял вопрос о поиске нового стадиона для клуба.
В результате было решено, что клуб в течение 2010/11 и 2011/12 сезонов будет играть свои домашние игры на Уэддон Роуд принадлежащему Челтнем Тауну, из-за законодательства Лиги, означающего, что «Кориниум Стэдион» не имел достаточных нормативов для выступления в лиге.
Глостер в ближайшем будущем планирует возвратиться на «Мидоув Парк».16 февраля 2011 было объявлено, что клуб просит разрешение на планировочные работы в начале марта 2011 для реконструкции «Мидоув Парка», включая меры против наводнения.

## Клубные рекорды
- Лучшее место в Кубке Англии: 2 раунд, против «Кардифф Сити» в сезоне 1989/90.
- Лучшее место в Кубке Уэльса: 5 раунд, против «Кардифф Сити» в сезоне 1958/59.
- Лучшее место в Трофее Футбольной ассоциации: полуфинал, против «Дагенем энд Редбридж» в сезоне 1996/97.
- Самым дорогостоящим приобретение является покупка Стива Фергюсона за £25,000 из «Вустер Сити» в сезоне 1990/91.
- Самой дорогой продажей считается, покупка «Борнмутом» за £25,000 Яна Хедгеса в сезоне 1989/90.
- Самое крупное поражение произошло в январе 1923 года 0:14 от «Бримскомба».
- Самая крупная победа — 16:0 в феврале 1942 года с командой солдат из подразделения «G» в военное время и 12:1 в марте 1934 года с командой под названием Бристоль Святого Георгия в не военное время.

## Соперники
«Челтнем Таун» — это соперник № 1 для поклонников Глостера. Близость Челтнема и Глостера привела к соперничеству, клубы больше столетия конкурировали в местных и региональных лигах. Первый матч между ними был сыгран в 1898 году, и с тех пор клубы встречались между собой 212 раз. Однако в последнее время конкуренция между Глостером и «Челтнем Таун» уменьшилась вследствие повышения «Челтнем Таун». Этого бы не произошло, если бы «Глостер» в сезоне 1996/97 не проиграл «Солсбери Сити», но «Глостер» проиграл со счетом 3:1 и «Челтнем Таун» повысился вместе с чемпионом «Гресли Роверс» в Футбольную Конференцию. Последние 2 игры в лиге между клубами были в 1997 году. С сезона 2010/11 «Глостер» играет на стадионе «Челтнем Таун» Уэддон Роуд.
«Мертир-Тидвил» — несмотря на 60-мильное расстояние, второй по значимости соперник, и это придавало ему значимость исторического соперника «Тигров». «Глостер» сыграл с «Мертир-Тидвил» наибольшее количество матчей за исключением «Челтнем Таун», а именно 127 раз. Первая встреча клубов произошла в 1946 году, и с тех пор команды главным образом встречались в одной лиге с короткими перерывами, когда не находились в одной лиге. Несмотря на прошлую яркость встреч, между клубами была дружественная конкуренция и клубы разделили многих тренеров и игроков. В 2010 году «Мертир-Тидвил» был расформирован и продолжил своё существование как «Мертир Таун».